# Komisariat Straży Granicznej „Wolsztyn”

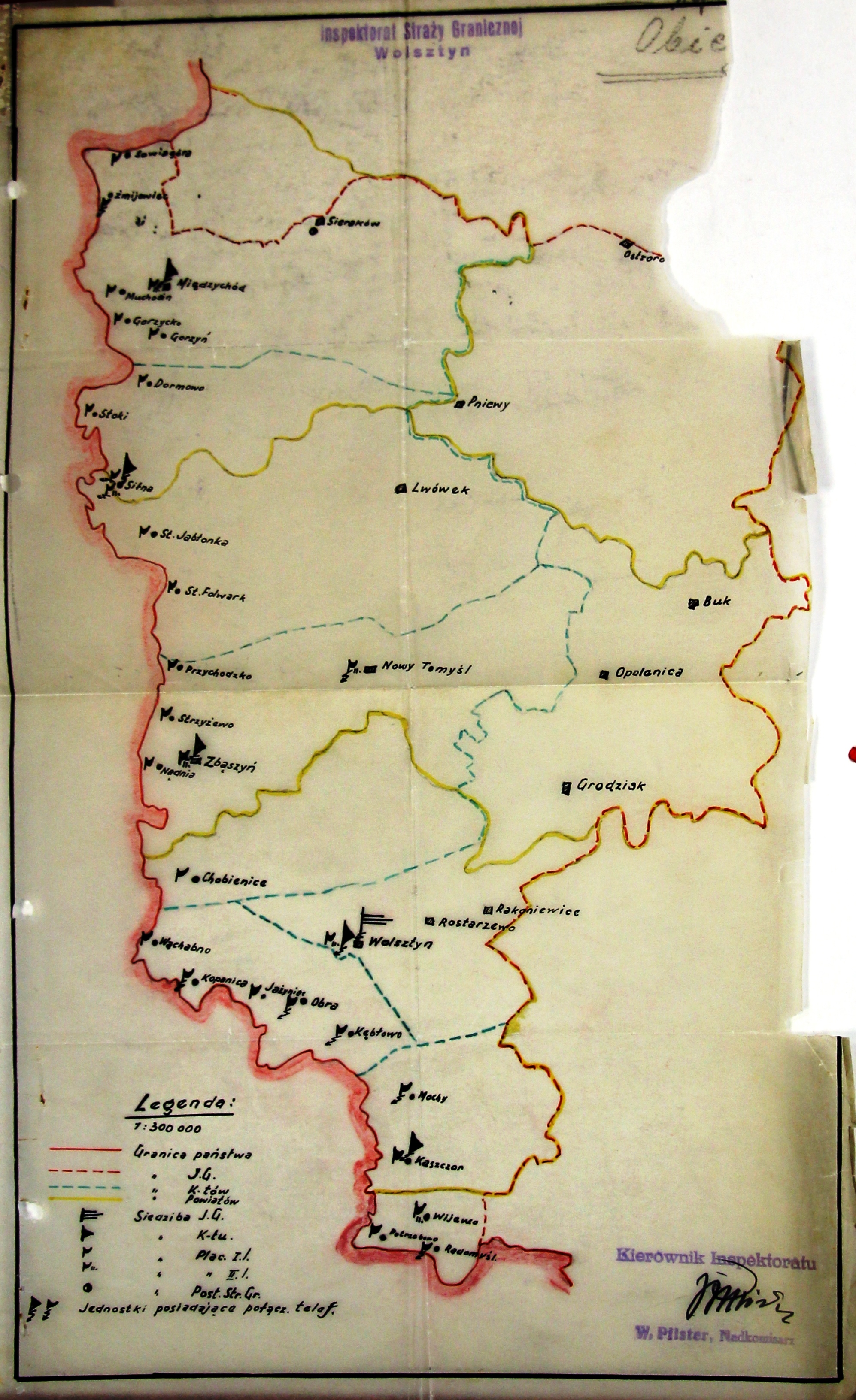
Szkic Inspektoratu Granicznego „Wolsztyn”

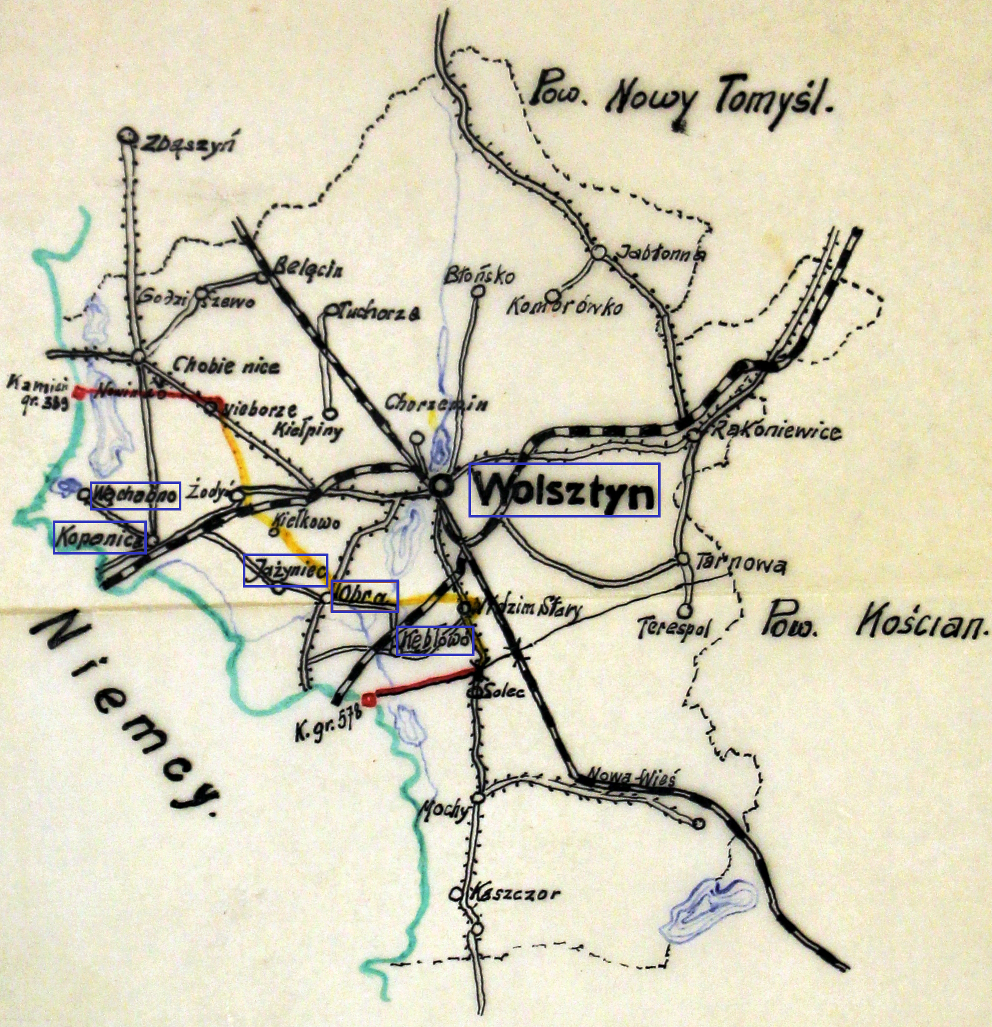
Szkic komisariatu „Wolsztyn”

Komisariat Straży Granicznej „Wolsztyn” – jednostka organizacyjna Straży Granicznej pełniąca służbę ochronną na granicy polsko-niemieckiej w latach 1928–1939.

## Formowanie i zmiany organizacyjne
W drugiej połowie 1927 roku przystąpiono do gruntownej reorganizacji Straży Celnej. W praktyce skutkowało to rozwiązaniem tej formacji granicznej.
Rozporządzeniem Prezydenta Rzeczypospolitej Polskiej Ignacego Mościckiego z 22 marca 1928, do ochrony północnej, zachodniej i południowej granicy państwa, a w szczególności do ich ochrony celnej, powoływano z dniem 2 kwietnia 1928 Straż Graniczną.
Rozkazem nr 3 z 25 kwietnia 1928 w sprawie organizacji Wielkopolskiego Inspektoratu Okręgowego dowódca Straży Granicznej gen. bryg. Stefan Pasławski przydzielił komisariat „Wolsztyn” do Inspektoratu Granicznego nr 10 „Opalenica” i określił jego strukturę organizacyjną. 
Już 15 września 1928 dowódca Straży Granicznej rozkazem nr 7 w sprawie zmian dyslokacji Wielkopolskiego Inspektoratu Okręgowego podpisanym w zastępstwie przez mjr. Wacława Szpilczyńskiego potwierdził organizację komisariatu.  
Rozkazem nr 11 z 9 stycznia 1930 reorganizacji Wielkopolskiego Inspektoratu Okręgowego komendant Straży Granicznej płk Jan Jur-Gorzechowski ustalił numer i nową organizację komisariatu. Odeszła placówka Straży Granicznej I linii „Wąchabno”.

## Służba graniczna
Komisariat w 1936 mieścił się w Wolsztynie przy ulicy 5 Stycznia 3. Komisariat posiadał telefon (nr 63). Ochraniał odcinek długości 40,5 km od kamienia granicznego G 389 do kamienia granicznego 578. Według innego pomiaru długość odcinka wynosiła 41935 m.
Komisariat nie posiadał własnej placówki II linii. Pracę wywiadowczą prowadziły w placówki I linii. 
Na terenie komisariatu znajdowały się dwa drogowe przejściowe punkty graniczne. Punkt przejściowy w Kopanicy ochraniało całodobowo trzech strażników granicznych w systemie 8- godzinnym, a punkt w Obrze jeden strażnik na szosie w odległości około 1 kilometra od przejścia. Ponadto funkcjonowało 36 przejść gospodarczych
Linie rozgraniczenia komisariatu
- Na północy: od kamienia granicznego 389, południowym skrajem Ostrowa poprzez Jezioro Chobienickie do leśniczówki Nowina. I dalej do Nieborza
- Na południu: od kamienia granicznego 578 wzdłuż Kanału Środkowego  do szosy Wolsztyn-Kaszczor.
- Linia wewnętrzna: od Nieborza poprzez Żodyń, Kiełkowo, Obrę, Widzim Stary i dalej przez Niałek Wielki do szosy Wolsztyn-Kaszczor[12].

Sąsiednie komisariaty
- komisariat Straży Granicznej „Zbąszyń” ⇔ komisariat Straży Granicznej „Wijewo” − 1928
- komisariat Straży Granicznej „Zbąszyń” ⇔ komisariat Straży Granicznej „Kaszczor” − styczeń 1930

## Funkcjonariusze komisariatu
| Kierownicy/komendanci komisariatu | Kierownicy/komendanci komisariatu | Kierownicy/komendanci komisariatu |
| stopień                           | imię i nazwisko                   | okres pełnienia służby            |
| --------------------------------- | --------------------------------- | --------------------------------- |
| komisarz                          | Antoni Półtorak                   | był w 1932 –                      |
| komisarz                          | W. Malejewski                     | był w I 1935 –                    |
| komisarz                          | Wacław Będzikowski                | 29 X 1935 – V 1938                |
| komisarz                          | Tadeusz Chmielowski               | 8 V 1938 -                        |
| Zastępcy komendanta komisariatu   |                                   |                                   |
| starszy strażnik                  | Mieczysław Brzozowski             | 1 V 1939 –                        |

## Struktura organizacyjna
Organizacja komisariatu w marcu 1928:
- komenda − Wolsztyn
- placówka Straży Granicznej I linii „Wąchabno”
- placówka Straży Granicznej I linii „Kopanica”
- placówka Straży Granicznej I linii „Obra”
- placówka Straży Granicznej I linii „Kębłowo”
- placówka Straży Granicznej II linii „Wolsztyn”

Organizacja komisariatu w styczniu 1930:
- 4/10 komenda − Wolsztyn
- placówka Straży Granicznej I linii „Kopanica”
- placówka Straży Granicznej I linii „Jażyniec”
- placówka Straży Granicznej I linii „Obra” Nowa
- placówka Straży Granicznej I linii „Kębłowo”
- placówka Straży Granicznej II linii „Wolsztyn” (podlegała służbowo IG „Wolsztyn)”

Organizacja komisariatu w 1936:
- komenda − Wolsztyn
- placówka Straży Granicznej I linii „Wąchabno”
- placówka Straży Granicznej I linii „Kopanica”
- placówka Straży Granicznej I linii „Jażyniec”
- placówka Straży Granicznej I linii „Obra”
- placówka Straży Granicznej I linii „Kębłowo”
- placówka Straży Granicznej II linii „Wolsztyn”